# Каспер Шмейхель
Каспер Петер Шмейхель (дан. Kasper Peter Schmeichel, нар. 5 листопада 1986, Копенгаген) — данський футболіст, воротар бельгійського клубу «Андерлехт» і збірної Данії.
Чемпіон Прем'єр-ліги 2016 року.
Син легендарного данського голкіпера 1990-х Петера Шмейхеля.

## Клубна кар'єра
Вихованець футбольної школи клубу «Манчестер Сіті», ворота якого у 2002—2003 захищав його батько, Петер Шмейхель. Дорослу футбольну кар'єру розпочав 2003 року виступами у другій команді «Манчестер Сіті». До складу основної команди клубу пробитися не зміг, натомість протягом 2006—2007 набував досвіду, виступаючи на умовах оренди за «Дарлінгтон», «Бері» та шотландський «Фолкерк».
2007 року повернувся до «Манчестер Сіті» і почав потрапляти до заявки головної команди клубу, провів у першій частині сезону 2007/08 у її складі 7 матчів у Прем'єр-лізі. Втім того ж сезону був знову відданий в оренду, спочатку до валійського «Кардіфф Сіті», а згодом до «Ковентрі Сіті».
2009 року перейшов до нижчолігового «Ноттс Каунті», а вже за рік, у 2010, став гравцем команди другої за силою англійської ліги «Лідс Юнайтед».
До складу клубу «Лестер Сіті», який також змагався у Чемпіонаті Футбольної ліги, приєднався 2011 року. Відразу став основним голкіпером команди, протягом дебютного сезону провів у її складі 45 матчів першості. Був важливою складовою команди «Лестер Сіті», яка 2014 року підвищилася у класі до Прем'єр-ліги, а вже за два роки сенсаційно стала чемпіонами Прем'єр-ліги сезону 2015/16, причому відрив від другого місця склав 10 турнірних очок. По ходу цього чемпіонського для провінційного «Лестер Сіті» сезону Шмейхель захищав ворота команди у 33 з 38 матчів у Прем'єр-лізі, пропустивши в них лише 31 м'яч.
Враховуючи ключову роль, яку голкіпер зіграв у здобутті «Лестером» чемпіонського титулу, влітку 2016 з'явилися чутки про його перехід до одного з багатших англійських клубів, проте данець 6 серпня 2016 року уклав зі своїм поточним клубом нову п'ятирічну угоду.

## Виступи за збірні

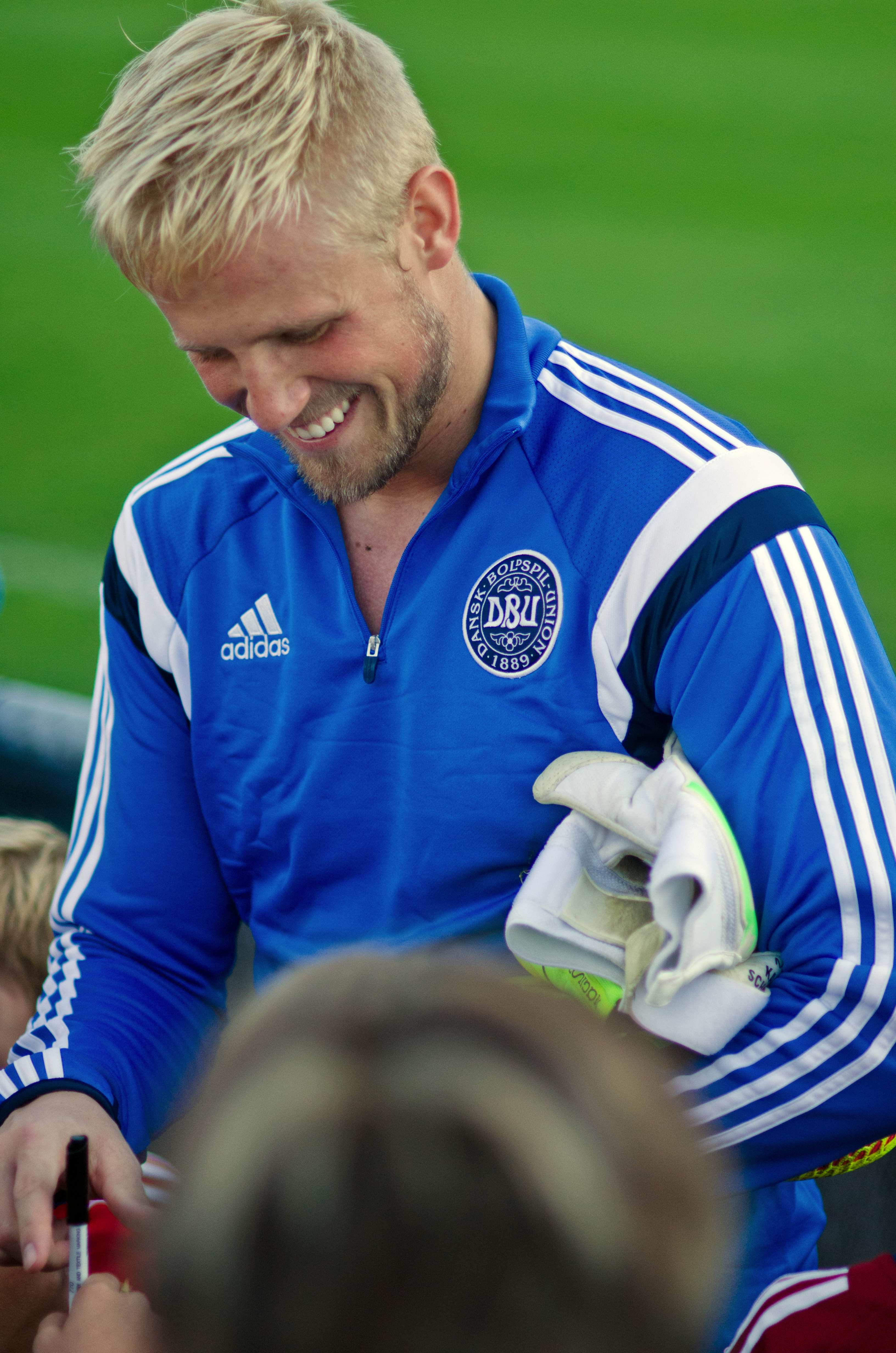
Шмейхель під час тренування збірної.

2004 року дебютував у складі юнацької збірної Данії, взяв участь у 8 іграх на юнацькому рівні.
Протягом 2006—2008 років залучався до складу молодіжної збірної Данії. На молодіжному рівні зіграв у 18 офіційних матчах.
З 2011 року викликався до складу національної збірної Данії, втім жодної гри у її складі не провів. Наприкінці травня 2012 року основний голкіпер данців Томас Соренсен зі «Сток Сіті» отримав ушкодження і Каспера Шмейхеля було включено до заявки збірної на фінальну частину чемпіонату Європи другим резервним воротарем.
Дебютував у складі основної данської збірної 6 лютого 2013 року у товариській грі проти збірної Македонії. Після перших значних успіхів на клубному рівні Шмейхель, який на той час ще представляв другий за силою англійський дивізіон, став основною опцією тренерського штабу національної команди на воротарській позиції вже навесні 2014 року.
Був основним воротарем данської збірної по ходу відбору до Євро-2016, в якому його збірна пробилася до стикових матчів, де поступилася шведам.
Під час відбору до чемпіонату світу 2018, у більшості матчів якого ворота команди захищав Шмейхель, збірна Данії також стала учасницею стикових матчів, в яких цього разу впевнено здолала Ірландію.
На чемпіонат світу 2018 року поїхав як безальтернативний основний воротар збірної Данії. У трьох матчах групового етапу дозволив суперникам лише одного разу відзначитися забитим голом — австралієць Міле Єдинак реалізував пенальті у грі, що завершилася нічиєю 1:1. В іграх проти Перу (1:0) та Франції (0:0) суперники данської команди забити у ворота Шмейхеля не змогли. Другий гол на мундіалі пропустив у грі 1/8 фіналу проти збірної Хорватії, основний час якої завершився унічию 1:1. На останніх хвилинах додаткового часу тієї ж гри відбив пенальті, перевівши гру в серію післяматчевих пенальті. У цій серії двічі відбивав удари хорватів, проте його партнери по команді не змогли реалізувати три свої спроби, і до чвертьфіналу пройшли їх суперники.
23 березня 2024 року товариський матч проти збірної Швейцарії став для нього ювілейним, 100-м, у складі збірної Данії. Таким чином став 11-им гравцем збірної Данії, який досяг цієї позначки і лише 3-ім серед воротарів після Томаса Соренесена (101) і свого батька Петера (129).

## Статистика виступів

### Статистика клубних виступів
Станом на 25 березня 2022 року
| Сезон                      | Команда                    | Чемпіонат                  | Чемпіонат | Чемпіонат | Національний кубок | Національний кубок | Національний кубок | Континентальні кубки | Континентальні кубки | Континентальні кубки | Інші змагання | Інші змагання | Інші змагання | Усього | Усього |
| Сезон                      | Команда                    | Ліга                       | Ігор      | Голів     | Ліга               | Ігор               | Голів              | Ліга                 | Ігор                 | Голів                | Ліга          | Ігор          | Голів         | Ігор   | Голів  |
| -------------------------- | -------------------------- | -------------------------- | --------- | --------- | ------------------ | ------------------ | ------------------ | -------------------- | -------------------- | -------------------- | ------------- | ------------- | ------------- | ------ | ------ |
| груд. 2005                 | «Дарлінгтон»               | ФЛ2                        | 4         | -1        | КА+КЛ              | 0                  | -0                 | -                    | -                    | -                    | -             | -             | -             | 4      | -1     |
| груд. 2005-черв. 2006      | «Бері»                     | ФЛ2                        | 15        | -14       | КА+КЛ              | 0                  | -0                 | -                    | -                    | -                    | -             | -             | -             | 15     | -14    |
| серп.-лист. 2006           | «Бері»                     | ФЛ2                        | 14        | -13       | КА+КЛ              | 0                  | -0                 | -                    | -                    | -                    | -             | -             | -             | 14     | -13    |
| Усього за «Бері»           | Усього за «Бері»           | Усього за «Бері»           | 29        | -27       |                    | 0                  | -0                 |                      | -                    | -                    |               | -             | -             | 29     | -27    |
| січ.-черв. 2007            | «Фолкерк»                  | ШПЛ                        | 15        | -12+      | КШ+КШЛ             | 0                  | -0                 | -                    | -                    | -                    | -             | -             | -             | 15     | -12+   |
| жовт.-груд. 2007           | «Кардіфф Сіті»             | ЧФЛ                        | 14        | -14       | КА+КЛ              | 0                  | -0                 | -                    | -                    | -                    | -             | -             | -             | 14     | -14    |
| січ.-бер. 2008             | «Манчестер Сіті»           | ПЛ                         | 7         | -5        | КА+КЛ              | 0                  | -0                 | -                    | -                    | -                    | -             | -             | -             | 7      | -5     |
| бер.-черв. 2008            | «Ковентрі Сіті»            | ЧФЛ                        | 9         | -12       | КА+КЛ              | 0                  | -0                 | -                    | -                    | -                    | -             | -             | -             | 9      | -12    |
| 2008–09                    | «Манчестер Сіті»           | ПЛ                         | 1         | -1        | КА+КЛ              | 0+1                | -2                 | КУЄФА                | 1                    | -3                   | -             | -             | -             | 3      | -6     |
| Усього за «Манчестер Сіті» | Усього за «Манчестер Сіті» | Усього за «Манчестер Сіті» | 8         | -6        |                    | 1                  | -2                 |                      | 1                    | -3                   |               | -             | -             | 10     | -11    |
| 2009–10                    | «Ноттс Каунті»             | ФЛ2                        | 43        | -29       | КА+КЛ              | 5+0                | -8                 | -                    | -                    | -                    | ТФЛ           | 1             | -2            | 49     | -39    |
| 2010–11                    | «Лідс Юнайтед»             | ЧФЛ                        | 37        | -51       | КА+КЛ              | 2+1                | -4 + -0            | -                    | -                    | -                    | -             | -             | -             | 40     | -55    |
| 2011–12                    | «Лестер Сіті»              | ЧФЛ                        | 46        | -54       | КА+КЛ              | 5+1                | -6 + -1            | -                    | -                    | -                    | -             | -             | -             | 52     | -61    |
| 2012–13                    | «Лестер Сіті»              | ЧФЛ                        | 46+2      | -48 + -3  | КА+КЛ              | 3+2                | -3 + -4            | -                    | -                    | -                    | -             | -             | -             | 53     | -58    |
| 2013–14                    | «Лестер Сіті»              | ЧФЛ                        | 46        | -43       | КА+КЛ              | 1+4                | -2 + -8            | -                    | -                    | -                    | -             | -             | -             | 51     | -53    |
| 2014–15                    | «Лестер Сіті»              | ПЛ                         | 24        | -37       | КА+КЛ              | 0                  | -0                 | -                    | -                    | -                    | -             | -             | -             | 24     | -37    |
| 2015–16                    | «Лестер Сіті»              | ПЛ                         | 33        | -31       | КА+КЛ              | 2+0                | -4 + -0            | -                    | -                    | -                    | -             | -             | -             | 35     | -35    |
| 2016–17                    | «Лестер Сіті»              | ПЛ                         | 30        | -47       | КА+КЛ              | 2+0                | -3                 | ЛЧ                   | 8                    | -4                   | СА            | 1             | -2            | 41     | -56    |
| 2017–18                    | «Лестер Сіті»              | ПЛ                         | 33        | -47       | КА+КЛ              | 2+0                | -2                 | -                    | -                    | -                    | -             | -             | -             | 35     | -49    |
| 2018–19                    | «Лестер Сіті»              | ПЛ                         | 38        | -48       | КА+КЛ              | -                  | -                  | -                    | -                    | -                    | -             | -             | -             | 38     | -48    |
| 2019–20                    | «Лестер Сіті»              | ПЛ                         | 38        | -41       | КА+КЛ              | 2+4                | -1 + -6            | -                    | -                    | -                    | -             | -             | -             | 44     | -48    |
| 2020–21                    | «Лестер Сіті»              | ПЛ                         | 38        | -50       | КА+КЛ              | 4+0                | -1 + 0             | ЛЄ                   | 6                    | -6                   | -             | -             | -             | 48     | -57    |
| 2021–22                    | «Лестер Сіті»              | ПЛ                         | 37        | -58       | КА+КЛ              | 0+1                | 0 + -3             | ЛЧ+ЛК                | 6+8                  | -11 + -7             | СА            | 1             | 0             | 53     | -79    |
| Усього за «Лестер Сіті»    | Усього за «Лестер Сіті»    | Усього за «Лестер Сіті»    | 414+2     | -509 + -3 |                    | 33                 | -46                |                      | 28                   | -28                  |               | 2             | -2            | 480    | -590   |
| Усього за кар'єру          | Усього за кар'єру          | Усього за кар'єру          | 579       | -664      |                    | 42                 | -60                |                      | 29                   | -31                  |               | 3             | -4            | 649    | -759   |

### Статистика виступів за збірну
Станом на 13 червня 2022 року
| Дата       | Місто              | Господарі            | Результат               | Гості                | Турнір                               | Голи | Примітки |
| ---------- | ------------------ | -------------------- | ----------------------- | -------------------- | ------------------------------------ | ---- | -------- |
| 6-2-2013   | Скоп'є             | Північна Македонія   | 3 – 0                   | Данія                | товариський матч                     | -3   |          |
| 15-10-2013 | Копенгаген         | Данія                | 6 – 0                   | Мальта               | Відбір до ЧС 2014                    | -    |          |
| 5-3-2014   | Лондон             | Англія               | 1 – 0                   | Данія                | товариський матч                     | -1   |          |
| 28-5-2014  | Копенгаген         | Данія                | 1 – 0                   | Швеція               | товариський матч                     | -    |          |
| 3-9-2014   | Оденсе             | Данія                | 1 – 2                   | Туреччина            | товариський матч                     | -2   |          |
| 7-9-2014   | Копенгаген         | Данія                | 2 – 1                   | Вірменія             | Відбір до ЧЄ 2016                    | -1   |          |
| 11-10-2014 | Ельбасан           | Албанія              | 1 – 1                   | Данія                | Відбір до ЧЄ 2016                    | -1   |          |
| 14-10-2014 | Копенгаген         | Данія                | 0 – 1                   | Португалія           | Відбір до ЧЄ 2016                    | -1   |          |
| 14-11-2014 | Белград            | Сербія               | 1 – 3                   | Данія                | Відбір до ЧЄ 2016                    | -1   |          |
| 29-3-2015  | Сент-Етьєн         | Франція              | 2 – 0                   | Данія                | товариський матч                     | -2   |          |
| 8-6-2015   | Віборг             | Данія                | 2 – 1                   | Чорногорія           | товариський матч                     | -1   |          |
| 13-6-2015  | Копенгаген         | Данія                | 2 – 0                   | Сербія               | Відбір до ЧЄ 2016                    | -    |          |
| 4-9-2015   | Копенгаген         | Данія                | 0 – 0                   | Албанія              | Відбір до ЧЄ 2016                    | -    |          |
| 7-9-2015   | Єреван             | Вірменія             | 0 – 0                   | Данія                | Відбір до ЧЄ 2016                    | -    |          |
| 8-10-2015  | Брага (Португалія) | Португалія           | 1 – 0                   | Данія                | Відбір до ЧЄ 2016                    | -1   |          |
| 11-10-2015 | Копенгаген         | Данія                | 1 – 2                   | Франція              | товариський матч                     | -2   |          |
| 14-11-2015 | Стокгольм          | Швеція               | 2 – 1                   | Данія                | Відбір до ЧЄ 2016                    | -2   |          |
| 17-11-2015 | Копенгаген         | Данія                | 2 – 2                   | Швеція               | Відбір до ЧЄ 2016                    | -2   |          |
| 24-3-2016  | Гернінг            | Данія                | 2 – 1                   | Ісландія             | товариський матч                     | -1   |          |
| 29-3-2016  | Глазго             | Шотландія            | 1 – 0                   | Данія                | товариський матч                     | -1   | 46'      |
| 3-6-2016   | Тойота             | Боснія і Герцеговина | 2 – 2                   | Данія                | Kirin Cup                            | -2   |          |
| 7-6-2016   | Суйта              | Данія                | 4 – 0                   | Болгарія             | Kirin Cup                            | -    |          |
| 8-10-2016  | Варшава            | Польща               | 3 – 2                   | Данія                | Відбір до ЧС 2018                    | -3   | 36'      |
| 11-10-2016 | Копенгаген         | Данія                | 0 – 1                   | Чорногорія           | Відбір до ЧС 2018                    | -1   |          |
| 26-3-2017  | Клуж-Напока        | Румунія              | 0 – 0                   | Данія                | Відбір до ЧС 2018                    | -    |          |
| 1-9-2017   | Копенгаген         | Данія                | 4 – 0                   | Польща               | Відбір до ЧС 2018                    | -    |          |
| 4-9-2017   | Єреван             | Вірменія             | 1 – 4                   | Данія                | Відбір до ЧС 2018                    | -1   |          |
| 5-10-2017  | Подгориця          | Чорногорія           | 0 – 1                   | Данія                | Відбір до ЧС 2018                    | -    |          |
| 8-10-2017  | Копенгаген         | Данія                | 1 – 1                   | Румунія              | Відбір до ЧС 2018                    | -1   |          |
| 11-11-2017 | Копенгаген         | Данія                | 0 – 0                   | Ірландія             | Відбір до ЧС 2018                    | -    |          |
| 14-11-2017 | Дублін             | Ірландія             | 1 – 5                   | Данія                | Відбір до ЧС 2018                    | -1   |          |
| 22-3-2018  | Брондбю            | Данія                | 1 – 0                   | Панама               | товариський матч                     | -    |          |
| 27-3-2018  | Ольборг            | Данія                | 0 – 0                   | Чилі                 | товариський матч                     | -    |          |
| 2-6-2018   | Стокгольм          | Швеція               | 0 – 0                   | Данія                | товариський матч                     | -    |          |
| 9-6-2018   | Брондбю            | Данія                | 2 – 0                   | Мексика              | товариський матч                     | -    |          |
| 16-6-2018  | Саранськ           | Перу                 | 0 – 1                   | Данія                | ЧС 2018 - 1-й етап                   | -    |          |
| 21-6-2018  | Самара             | Данія                | 1 – 1                   | Австралія            | ЧС 2018 - 1-й етап                   | -1   |          |
| 26-6-2018  | Москва             | Данія                | 0 – 0                   | Франція              | ЧС 2018 - 1-й етап                   | -    |          |
| 1-7-2018   | Нижній Новгород    | Хорватія             | 1 – 1 д.ч. (3 – 2 п.п.) | Данія                | ЧС 2018 - 1/8 фіналу                 | -1   |          |
| 9-9-2018   | Орхус              | Данія                | 2 – 0                   | Уельс                | Ліга націй УЄФА 2018-2019 - 1-й етап | -    | 90'      |
| 13-10-2018 | Дублін             | Ірландія             | 0 – 0                   | Данія                | Ліга націй УЄФА 2018-2019 - 1-й етап | -    |          |
| 16-10-2018 | Гернінг            | Данія                | 2 – 0                   | Австрія              | товариський матч                     | -    |          |
| 16-11-2018 | Кардіфф            | Уельс                | 1 – 2                   | Данія                | Ліга націй УЄФА 2018-2019 - 1-й етап | -1   | 90+4'    |
| 21-3-2019  | Приштина           | Косово               | 2 – 2                   | Данія                | товариський матч                     | -2   | кап.     |
| 26-3-2019  | Базель             | Швейцарія            | 3 – 3                   | Данія                | Відбір до ЧЄ 2020                    | -3   |          |
| 7-6-2019   | Копенгаген         | Данія                | 1 – 1                   | Ірландія             | Відбір до ЧЄ 2020                    | -1   |          |
| 10-6-2019  | Копенгаген         | Данія                | 5 – 1                   | Грузія               | Відбір до ЧЄ 2020                    | -1   |          |
| 5-9-2019   | Гібралтар          | Гібралтар            | 0 – 6                   | Данія                | Відбір до ЧЄ 2020                    | -    |          |
| 8-9-2019   | Тбілісі            | Грузія               | 0 – 0                   | Данія                | Відбір до ЧЄ 2020                    | -    |          |
| 12-10-2019 | Копенгаген         | Данія                | 1 – 0                   | Швейцарія            | Відбір до ЧЄ 2020                    | -    |          |
| 15-10-2019 | Ольборг            | Данія                | 4 – 0                   | Люксембург           | товариський матч                     | -    |          |
| 15-11-2019 | Копенгаген         | Данія                | 6 – 0                   | Гібралтар            | Відбір до ЧЄ 2020                    | -    |          |
| 18-11-2019 | Дублін             | Ірландія             | 1 – 1                   | Данія                | Відбір до ЧЄ 2020                    | -1   |          |
| 5-9-2020   | Копенгаген         | Данія                | 0 – 2                   | Бельгія              | Ліга націй УЄФА 2020-2021 - 1-й етап | -2   |          |
| 8-9-2020   | Копенгаген         | Данія                | 0 – 0                   | Англія               | Ліга націй УЄФА 2020-2021 - 1-й етап | -    | кап.     |
| 7-10-2020  | Гернінг            | Данія                | 4 – 0                   | Фарерські острови    | товариський матч                     | -    | кап.     |
| 11-10-2020 | Рейк'явік          | Ісландія             | 0 – 3                   | Данія                | Ліга націй УЄФА 2020-2021 - 1-й етап | -    |          |
| 14-10-2020 | Лондон             | Англія               | 0 – 1                   | Данія                | Ліга націй УЄФА 2020-2021 - 1-й етап | -    |          |
| 15-11-2020 | Копенгаген         | Данія                | 2 – 1                   | Ісландія             | Ліга націй УЄФА 2020-2021 - 1-й етап | -    | 46'      |
| 18-11-2020 | Левен              | Бельгія              | 4 – 2                   | Данія                | Ліга націй УЄФА 2020-2021 - 1-й етап | -4   |          |
| 25-3-2021  | Тель-Авів          | Ізраїль              | 0 – 2                   | Данія                | Відбір до ЧС 2022                    | -    | 54'      |
| 28-3-2021  | Гернінг            | Данія                | 8 – 0                   | Молдова              | Відбір до ЧС 2022                    | -    | кап.     |
| 31-3-2021  | Відень             | Австрія              | 0 – 4                   | Данія                | Відбір до ЧС 2022                    | -    |          |
| 2-6-2021   | Інсбрук            | Німеччина            | 1 – 1                   | Данія                | товариський матч                     | -1   |          |
| 6-6-2021   | Брондбю            | Данія                | 2 – 0                   | Боснія і Герцеговина | товариський матч                     | -    |          |
| 12-6-2021  | Копенгаген         | Данія                | 0 – 1                   | Фінляндія            | ЧЄ 2020 - 1-й етап                   | -1   |          |
| 17-6-2021  | Копенгаген         | Данія                | 1 – 2                   | Бельгія              | ЧЄ 2020 - 1-й етап                   | -2   |          |
| 21-6-2021  | Копенгаген         | Росія                | 1 – 4                   | Данія                | ЧЄ 2020 - 1-й етап                   | -1   |          |
| 26-6-2021  | Амстердам          | Уельс                | 0 – 4                   | Данія                | ЧЄ 2020 - 1/8 фіналу                 | -    |          |
| 3-7-2021   | Баку               | Чехія                | 1 – 2                   | Данія                | ЧЄ 2020 - чвертьфінал                | -1   |          |
| 7-7-2021   | Лондон             | Англія               | 2 – 1 д.ч.              | Данія                | ЧЄ 2020 - півфінал                   | -2   |          |
| 1-9-2021   | Копенгаген         | Данія                | 2 – 0                   | Шотландія            | Відбір до ЧС 2022                    | -    |          |
| 4-9-2021   | Торсгавн           | Фарерські острови    | 0 – 1                   | Данія                | Відбір до ЧС 2022                    | -    | кап.     |
| 7-9-2021   | Копенгаген         | Данія                | 5 – 0                   | Ізраїль              | Відбір до ЧС 2022                    | -    |          |
| 9-10-2021  | Кишинів            | Молдова              | 0 – 4                   | Данія                | Відбір до ЧС 2022                    | -    |          |
| 12-10-2021 | Копенгаген         | Данія                | 1 – 0                   | Австрія              | Відбір до ЧС 2022                    | -    |          |
| 12-11-2021 | Копенгаген         | Данія                | 3 – 1                   | Фарерські острови    | Відбір до ЧС 2022                    | -1   |          |
| 15-11-2021 | Глазго             | Шотландія            | 2 – 0                   | Данія                | Відбір до ЧС 2022                    | -2   | 21'      |
| 26-3-2022  | Амстердам          | Нідерланди           | 4 – 2                   | Данія                | товариський матч                     | -4   | кап.     |
| 29-3-2022  | Копенгаген         | Данія                | 3 – 0                   | Сербія               | товариський матч                     | -    |          |
| 3-6-2022   | Сен-Дені           | Франція              | 1 – 2                   | Данія                | Ліга націй УЄФА 2022—2023 - 1-й етап | -1   | кап.     |
| 6-6-2022   | Відень             | Австрія              | 1 – 2                   | Данія                | Ліга націй УЄФА 2022—2023 - 1-й етап | -1   | кап.     |
| 10-6-2022  | Копенгаген         | Данія                | 0 – 1                   | Хорватія             | Ліга націй УЄФА 2022—2023 - 1-й етап | -1   |          |
| 13-6-2022  | Копенгаген         | Данія                | 2 – 0                   | Австрія              | Ліга націй УЄФА 2022—2023 - 1-й етап | -    | кап.     |
| Усього     |                    | Матчів               | 84                      |                      | Голів                                | -66  |          |

## Досягнення
- Чемпіонат Англії (1):

«Лестер Сіті»: 2015–16
- Володар Кубка Англії (1):

«Лестер Сіті»: 2020–21
- Володар Суперкубка Англії (1):

«Лестер Сіті»: 2021
- Володар Кубка шотландської ліги (1):

«Селтік»: 2024–25
- Чемпіон Шотландії (1):

«Селтік»: 2024–25
- Данський футболіст року (3): 2016, 2019, 2020